# Nick Foligno
Nick Foligno (* 31. říjen 1987, Buffalo) je americký hokejista, křídelní útočník, v současnosti hrající za Chicago Blackhawks v National Hockey League. Byl draftován Ottawou Senators z 28. místa roku 2006. Roku 2015 byl vybrán do All-star týmu NHL. Jeho otec Mike Foligno je bývalý hokejista a trenér, jeho bratr Marcus také hraje v NHL.

## Klubové statistiky
| Sezona     | Klub                  | Soutěž     | Základní část | Základní část | Základní část | Základní část | Základní část | Play off | Play off | Play off | Play off | Play off |
| Sezona     | Klub                  | Soutěž     | Z             | G             | A             | B             | TM            | Z        | G        | A        | B        | TM       |
| ---------- | --------------------- | ---------- | ------------- | ------------- | ------------- | ------------- | ------------- | -------- | -------- | -------- | -------- | -------- |
| 2007–08    | Ottawa Senators       | NHL        | 45            | 6             | 3             | 9             | 20            | 4        | 1        | 0        | 1        | 2        |
| 2007–08    | Binghamton Senators   | AHL        | 28            | 6             | 13            | 19            | 16            | —        | —        | —        | —        | —        |
| 2008–09    | Ottawa Senators       | NHL        | 81            | 17            | 15            | 32            | 59            | —        | —        | —        | —        | —        |
| 2009–10    | Ottawa Senators       | NHL        | 61            | 9             | 17            | 26            | 53            | 6        | 0        | 1        | 1        | 2        |
| 2010–11    | Ottawa Senators       | NHL        | 82            | 14            | 20            | 34            | 43            | —        | —        | —        | —        | —        |
| 2011–12    | Ottawa Senators       | NHL        | 82            | 15            | 32            | 47            | 124           | 7        | 1        | 3        | 4        | 8        |
| 2012–13    | Columbus Blue Jackets | NHL        | 45            | 6             | 13            | 19            | 28            | —        | —        | —        | —        | —        |
| 2013–14    | Columbus Blue Jackets | NHL        | 70            | 18            | 21            | 39            | 96            | 4        | 2        | 0        | 2        | 4        |
| 2014–15    | Columbus Blue Jackets | NHL        | 79            | 31            | 42            | 73            | 50            | —        | —        | —        | —        | —        |
| 2015–16    | Columbus Blue Jackets | NHL        | 72            | 12            | 25            | 37            | 53            | —        | —        | —        | —        | —        |
| 2016–17    | Columbus Blue Jackets | NHL        | 79            | 26            | 25            | 51            | 55            | 4        | 0        | 2        | 2        | 6        |
| 2017–18    | Columbus Blue Jackets | NHL        | 72            | 15            | 18            | 33            | 50            | 6        | 2        | 1        | 3        | 4        |
| 2018–19    | Columbus Blue Jackets | NHL        | 73            | 17            | 18            | 35            | 44            | 10       | 1        | 2        | 3        | 4        |
| 2019–20    | Columbus Blue Jackets | NHL        | 67            | 10            | 21            | 31            | 62            | 10       | 2        | 4        | 6        | 10       |
| 2020–21    | Toronto Maple Leafs   | NHL        | 7             | 0             | 4             | 4             | 4             | 4        | 0        | 1        | 1        | 5        |
| 2021–22    | Boston Bruins         | NHL        | 64            | 2             | 11            | 13            | 61            | 7        | 0        | 1        | 1        | 4        |
| 2022–23    | Boston Bruins         | NHL        | 60            | 10            | 16            | 26            | 75            | 6        | 1        | 2        | 3        | 18       |
| 2023–24    | Chicago Blackhawks    | NHL        | 74            | 17            | 20            | 37            | 57            | —        | —        | —        | —        | —        |
| NHL celkem | NHL celkem            | NHL celkem | 1155          | 232           | 330           | 562           | 932           | 68       | 10       | 17       | 27       | 67       |